# 富士通陸上競技部
富士通陸上競技部（ふじつうりくじょうきょうぎぶ）は、1990年に創設された富士通の陸上競技部。トラック&フィールド競技からマラソン、駅伝、競歩に至るまで種目は多岐に渡る。

## 概要
1990年に全国各地の事業所にあった陸上競技部を統合して創部され、神奈川県川崎市の川崎工場（現Fujitsu Technology Park）内に発足した（会社指定の強化運動部）。監督には元クラレの長距離選手だった木内敏夫が就任した。創部当時、練習は等々力陸上競技場や多摩川河川敷等、合宿は千葉県などで行っていた。その後、1997年に練習環境の充実のため千葉県千葉市に拠点を移した（活動拠点は千葉市美浜区の幕張システムラボラトリ）。なお、Fujitsu Sportsの運動部集約のため、2026年4月に活動拠点を川崎に再移転することが決まっている。
2008年にJOCスポーツ賞 トップアスリートサポート賞・優秀団体賞を受賞している。
オリンピックでは、1992年バルセロナ大会に3選手が出場した後、2024年パリ大会まで9大会連続して日本代表選手を輩出している。このうち北京大会では男子4×100mリレーにて髙平慎士と塚原直貴の2選手が銅メダル獲得（2018年12月に銀メダルに繰り上げ）。また、ロンドン大会には当時の所属から8名が選ばれた。
パラリンピックでは、2020年東京大会にチーム初の日本代表選手を輩出した。

国内でも全日本実業団対抗陸上競技選手権大会団体の部6連覇（2007-2012年）を達成。元日の全日本実業団対抗駅伝競走大会（通称ニューイヤー駅伝）では創部翌年の1991年に初出場以来2019年まで出場を続け、2000年と2009年の2度優勝を果たしている。2020年は東日本予選会で17位と惨敗し創部以来初めて本戦出場を逃したが、翌2021年には3度目の優勝に返り咲いた。ところがこの時授与された優勝旗を、社が紛失するという失態を演じている。

## 所属選手・スタッフ
総監督兼マラソン担当
- 福嶋正

監督
- 髙橋健一

部長
- 林恒雄

後援会長
- 国分出

事務局長
- 吉川三男

長距離ブロック長
- 三代直樹

長距離ブロックコーチ
- 高野善輝
- 尾﨑貴宏

競歩ブロック長
- 今村文男

競歩ブロックコーチ
- 森岡紘一朗

一般種目ブロック長
- 髙平慎士

一般種目ブロック長補佐
- 田野中輔

事務局
- 土井友里永

顧問
- 肥塚雅博

アドバイザー
- 堀籠佳宏

### 一般種目
- 石川周平
- 岸本鷹幸
- 佐藤拳太郎
- 豊田将樹
- 田中佑美
- 中島佑気ジョセフ
- 井之上駿太
- 山本亜美
- 江島雅紀
- 橋岡優輝
- 兎澤朋美

### 競歩
- 村山裕太郎
- 住所大翔
- 岡田久美子

### 長距離
- 坂東悠汰
- 中村匠吾
- 横手健
- 潰滝大記
- 松枝博輝
- 鈴木健吾
- ベナード・キメリ
- 塩尻和也
- 浦野雄平
- 塩澤稀夕
- 飯田貴之
- 椎野修羅
- 中村風馬
- 伊豫田達弥
- 小澤大輝
- ダニエル・ツマカ・コセン
- 青柿響
- 高槻芳照
- 篠原倖太朗
- 鈴木康也
- 平林樹

## 過去の主な選手
- 岩崎利彦
- 今村文男
- 藤田敦史
- 大利久美
- 川崎真裕美
- 伊東浩司
- 苅部俊二
- 土江寛裕
- 佐藤光浩
- 三代直樹
- 岩水嘉孝
- 藤本俊之
- 福井誠
- ギタウ・ダニエル
- 池田大介
- 髙橋萌木子
- 廣瀬英行
- 村上康則
- 堺晃一
- 平賀翔太
- 塚原直貴
- 横田真人
- 柏原竜二
- ガンドゥ・ベンジャミン
- 髙平慎士
- 千葉健太
- 星創太
- 油布郁人
- 森岡紘一朗
- 澤野大地
- 嶺村鴻汰
- 髙瀬慧
- 橋元晃志
- 長田拓也
- 北川貴理
- 松永大介
- 荒井広宙
- 田中佳祐
- 大森澪
- 下史典
- 中村大成
- チャールズ・カトゥル・ロキア
- ジュリアス・キプコニ
- ウォルシュ・ジュリアン
- 鈴木雄介
- 高橋英輝

## 全日本実業団対抗駅伝競走大会（ニューイヤー駅伝）成績
走者 は区間賞。
| 年     | 総合順位 | 1区走者              | 2区走者            | 3区走者                | 4区走者  | 5区走者  | 6区走者    | 7区走者    |
| ------ | -------- | -------------------- | ------------------ | ---------------------- | -------- | -------- | ---------- | ---------- |
| 1991年 | 11位     | 仲村明               | 大賀輝夫           | 鈴木賢一               | 中野政文 | 小山秀樹 | 福嶋正     | 佐々木直文 |
| 1992年 | 10位     | 中村明               | 斉藤勲             | 鈴木賢一               | 藤原健一 | 松浦忠明 | 福嶋正     | 佐々木直文 |
| 1993年 | 11位     | 鈴木賢一             | 大賀輝夫           | 福嶋正                 | 新藤伸之 | 斉藤勲   | 中村明     | 中野政文   |
| 1994年 | 5位      | 大賀輝夫             | 相澤義和           | 仲村明                 | 鈴木賢一 | 中野政文 | 大江英之   | 新藤伸之   |
| 1995年 | 11位     | 福嶋正               | 須藤智樹           | 石崎昭雄               | 相澤義和 | 新藤伸之 | 鈴木賢一   | 竹内謙一郎 |
| 1996年 | 5位      | 福嶋正               | 鈴木博幸           | 鈴木賢一               | 仲村明   | 相澤義和 | 竹内謙一郎 | 中野政文   |
| 1997年 | 7位      | 福嶋正               | 鈴木博幸           | フィラマ・ハンネック   | 鈴木賢一 | 須藤智樹 | 小野直樹   | 中野政文   |
| 1998年 | 8位      | 福嶋正               | 鈴木博幸           | フィラマ・ハンネック   | 渡辺誠   | 須藤智樹 | 小野直樹   | 大江英之   |
| 1999年 | 5位      | 福嶋正               | 藤本季也           | フィラマ・ハンネック   | 飯島理彰 | 鈴木博幸 | 高橋健一   | 鈴木賢一   |
| 2000年 | 優勝     | フィラマ・ハンネック | 鈴木博幸           | 三代直樹               | 福嶋正   | 藤本季也 | 高橋健一   | 藤田敦史   |
| 2001年 | 2位      | 藤本季也             | 高橋健一           | 三代直樹               | 鈴木博幸 | 藤田敦史 | 福嶋正     | 帯刀秀幸   |
| 2002年 | 5位      | 横山景               | 帯刀秀幸           | 三代直樹               | 高橋尚孝 | 藤田敦史 | 安生充宏   | 高橋健一   |
| 2003年 | 9位      | 高橋健一             | 三代直樹           | 帯刀秀幸               | 藤本季也 | 藤田敦史 | 安生充宏   | 鈴木博幸   |
| 2004年 | 8位      | 帯刀秀幸             | 三代直樹           | ジェフリー・シーブラー | 高橋尚孝 | 松下龍治 | 高橋健一   | 横山景     |
| 2005年 | 8位      | 三代直樹             | 野口英盛           | ジェフリー・シーブラー | 帯刀秀幸 | 松下龍治 | 横山景     | 高橋健一   |
| 2006年 | 3位      | 鈴木良則             | 藤本季也           | チャールズ・カマシ     | 太田貴之 | 帯刀秀幸 | 藤田敦史   | 三代直樹   |
| 2007年 | 10位     | 鈴木良則             | 帯刀秀幸           | チャールズ・カマシ     | 太田貴之 | 松下龍治 | 藤田敦史   | 三代直樹   |
| 2008年 | 8位      | 鈴木良則             | 福井誠             | チャールズ・カマシ     | 松下龍治 | 太田貴之 | 三代直樹   | 帯刀秀幸   |
| 2009年 | 優勝     | 鈴木良則             | チャールズ・カマシ | 福井誠                 | 藤田敦史 | 太田貴之 | 阿久津尚二 | 松下龍治   |
| 2010年 | 3位      | 鈴木良則             | チャールズ・カマシ | 福井誠                 | 堺晃一   | 藤田敦史 | 岩水嘉孝   | 太田貴之   |
| 2011年 | 2位      | 星創太               | ギタウ・ダニエル   | 山口祥太               | 藤田敦史 | 堺晃一   | 阿久津尚二 | 福井誠     |
| 2012年 | 10位     | 菊地昌寿             | ギタウ・ダニエル   | 山口祥太               | 堺晃一   | 福井誠   | 阿久津尚二 | 高嶺秀仁   |
| 2013年 | 12位     | 村上康則             | ギタウ・ダニエル   | 山口祥太               | 星創太   | 高嶺秀仁 | 柏原竜二   | 福井誠     |
| 2014年 | 6位      | 山口祥太             | ジョハナ・マイナ   | 星創太                 | 平賀翔太 | 高嶺秀仁 | 堺晃一     | 佐藤佑輔   |
| 2015年 | 7位      | 山口祥太             | ギタウ・ダニエル   | 油布郁人               | 星創太   | 柏原竜二 | 村上康則   | 久我和弥   |
| 2016年 | 12位     | 中村匠吾             | ジョハナ・マイナ   | 佐藤佑輔               | 星創太   | 柏原竜二 | 油布郁人   | 菊地昌寿   |
| 2017年 | 6位      | 田中佳祐             | ジョン・マイナ     | 潰滝大記               | 横手健   | 松枝博輝 | 前野貴行   | 山口祥太   |
| 2018年 | 5位      | 佐藤佑輔             | ジョン・マイナ     | 松枝博輝               | 横手健   | 中村匠吾 | 潰滝大記   | 星創太     |
| 2019年 | 4位      | 潰滝大記             | べナード・キメリ   | 松枝博輝               | 中村匠吾 | 星創太   | 横手健     | 佐藤佑輔   |
| 2020年 | 予選敗退 |                      |                    |                        |          |          |            |            |
| 2021年 | 優勝     | 松枝博輝             | べナード・キメリ   | 坂東悠汰               | 中村匠吾 | 塩尻和也 | 鈴木健吾   | 浦野雄平   |
| 2022年 | 12位     | 松枝博輝             | チャールズ・ロキア | 潰滝大記               | 中村匠吾 | 鈴木健吾 | 塩尻和也   | 浦野雄平   |